# SN 2008ha
SN 2008ha是大約在2008年11月7日在位於飛馬座的星系UGC 12682內發現的一顆 Ia 超新星，與地球的距離大約是21.3百萬秒差距（69百萬光年）。
SN 2008ha 在許多地方與眾不同：在V頻的絕對星等只有-14.2等，是曾經觀測到的超新星中最暗的；它的母星系是很少產生超新星的類型；發現它的觀測者是派克特天文台世界超新星搜索員中年僅14歲的卡洛琳·摩里、傑克·牛頓和蒂姆·派克特。摩里是第二年輕的超新星發現者，年紀最小的是SN 2010lt的共同發現者，凱薩琳·啊魯拉·葛雷。SN 2008ha另一個不尋常的特徵是在最大亮度時只有大約2,000Km/Sec.的低膨脹速度，這顯示它在爆炸時釋放出的動能很小。相較之下，SN 2002cx膨脹的速度大約是5,000Km/Sec.，而典型的Ia超新星膨脹速度大約是10,000Km/Sec.。SN 2008ha的低膨脹速度使得光譜中的都卜勒增寬相對較小，因此可以獲得較高品質的資訊。
對這顆超新星的研究使用了紫外線、可見光、和近紅外線光譜儀。可見光的光譜來自智利的麥哲倫望遠鏡、亞利桑那州的MMT望遠鏡、和夏威夷的雙子望遠鏡與凱克望遠鏡，還有雨燕衛星。特別是，SN 2008ha被確認是類似Ia超新星中特異的類SN 2002cx型。SN 2008ha的亮度只持續了10天，這遠比類SN 2002cx天體 (大約15天) 和平常的Ia超新星 (大約20天) 短。從它的峰值光度估計，SN 2008ha釋放出的能量只相當於(3.0 ± 0.9) × 10−3太陽質量的Ni56，動能為2 × 1048 爾格，噴發出0.15 M⊙的物質。

## 外部連結
- SN 2008ha on Flickr（页面存档备份，存于）